# ピナー反応
ピナー反応 もしくは ピンナー反応 (Pinner reaction) とは、塩化水素などの酸触媒のもとにニトリルにアルコールを加えて分解する有機合成反応のこと。すなわちニトリルの加アルコール分解。この反応による生成物はイミド酸エステルの塩化水素塩であり、「ピナー塩」(Pinner's salt) と呼ばれる。反応の名前はアドルフ・ピナー (Adolf Pinner) にちなむ。
ピナー塩は引き続き求核付加を受ける。過剰のアルコールが存在するとオルトエステルに、アンモニアやアミンの存在下ではアミジンに、水が作用するとカルボン酸エステルに変わる。